# Don Quijote (Raumsonde)
Don Quijote war eine vorgeschlagene unbemannte Raumfahrtmission der ESA, die aber nicht verwirklicht wurde. Sie sollte als Wegbereiter für mögliche Missionen dienen, deren Ziel die Ablenkung der Flugbahn eines Asteroiden und anderer erdnaher Objekte wäre. Der Name der Mission sowie ihrer beiden Raumsonden Sancho und Hidalgo leitet sich dabei von Miguel de Cervantes’ Roman Don Quijote ab. Diese Konzeptstudie kam über das Planungsstadium nicht hinaus und wurde letztlich nicht verwirklicht.
Obwohl die Mission nicht durchgeführt wurde, so hat doch das daraus hervorgegangene Programm Asteroid Impact & Deflection Assessment (AIDA) mit der Aufschlagsonde DART der NASA und der Sonde Hera der ESA große Ähnlichkeit mit dem Konzept.

## Planung
Die theoretische Planungsphase wurde Juli 2005 von der Einrichtung für simultanen Produktentwurf CDF (Concurrent Design Facility) der ESA abgeschlossen, damit Anfang 2006 die industriellen Arbeiten an dem Projekt hätten beginnen können. Die Planungen im Jahr 2005 sahen einen Start für 2011 bis 2017 vor. Stattdessen plante die ESA mit der Asteroid Impact Mission eine Mission ähnlicher Zielsetzung in Zusammenarbeit mit der NASA, die aber ebenfalls keine Finanzmittel seitens des ESA-Ministerrates erhielt. Ziel wäre der erdnahe Doppelasteroid Didymos gewesen.

### Phase A
Es wurden drei Konsortien der Auftrag erteilt, Studien zu Don Quijote in der ersten Planungsstufe durchzuführen.

#### Thales Alenia Space
Die französische Aktiengesellschaft Thales Alenia Space bildet den Hauptteil dieses Konsortiums, während das britische QinetiQ und kanadische NGC Aerospace die Juniorpartner darstellen. Verschiedene Organisationen wirken als Berater mit, unter anderem das Istituto di Fisica dello Spazio Interplanetario (Italien), das Osservatorio Astronomico di Torino (Italien), das Observatoire de Paris (Frankreich), Università di Roma (Italien), die University of Michigan (USA) und das Observatoire de la Côte d’Azur (Frankreich).

#### EADS Astrium
Eine Tochterfirma von EADS, EADS Astrium, führt dieses Konsortium an, das sich zudem aus dem spanischen EADS CASA Espacio und Deimos Space zusammensetzt. Unterstützt wurde es von der Universität Pisa (Italien), dem Fraunhofer-Institut für Kurzzeitdynamik (Ernst-Mach-Institut) (Deutschland), dem Deutschen Zentrum für Luft- und Raumfahrt, der britischen Open University und der Spaceguard Foundation.

#### QinetiQ
Dieser mit zwei Ausnahmen rein britische Verbund wurde von QinetiQ geleitet. Ihm unterstanden die schwedische Weltraumagentur Swedish Space Corporation, das belgische Verhaert Space, SciSys (Großbritannien) und die Open University.

### Zielasteroiden
Aus den fünf bis sechs möglichen Kandidaten zog die ESA 2002 AT4 und (10302) 1989 ML in nähere Betrachtung.

## Missionskonzept
Die Mission sollte aus zwei verschiedenen, unabhängig voneinander gestarteten Raumsonden namens Sancho und Hidalgo bestehen.
Sancho sollte nach seinem Start zum Zielasteroiden fliegen und dort auf eine Umlaufbahn um ihn einschwenken. Während einer mehrmonatigen Beobachtungsphase sollten verschiedene Daten über den Asteroiden gesammelt werden, unter anderem zur Flugbahn, Beschaffenheit, Form, Masse und Eigenschwerkraft des Asteroiden mit einem hohen Grad an Präzision. Danach sollte Hidalgo gestartet werden, der eine direktere Bahn zum Asteroiden nehmen und auf dem Asteroiden planmäßig einschlagen sollte. Sancho sollte den Einschlag beobachten und bis dahin zugleich als Relaisstation für die Daten Hidalgos dienen. Aus dem Auswurfmaterial sollte dann der Orbiter die Oberflächenzusammensetzung des Asteroiden bestimmen. Zeitgleich sollte er wieder die genaue Lage, Richtung, Rotation, Flugbahn und Geschwindigkeit ermitteln, um eine durch Hidalgo verursachte Abweichung festzustellen.
Anschließend sollte Sancho den Lander ASP-DeX abwerfen. Nachdem ASP aus Sancho ausgeklinkt wurde, sollte der Lander im freien Fall aus etwa 1 km Höhe mit circa 16 cm/s auf dem Asteroiden landen. Anschließend sollte er sich selbstständig zu seinem Ziel, aller Wahrscheinlichkeit nach dem Hidalgo-Krater, bewegen. Dort sollte er die Oberflächenbeschaffenheit und Oberflächenwärmeleitfähigkeit ermitteln.

### Missionsziele
Das primäre Ziel der Mission bestand darin, einen Einschlag auf einem bestimmten Asteroiden herbeizuführen und die Ablenkung durch diesen zu ermitteln, dazu hätte man hochpräzise Daten zu Lage, Flugbahn, Rotation, Richtung und Geschwindigkeit des Asteroiden vor und nach dem Einschlag ermittelt.
Das Sekundärziel wäre das Experiment ASP-DeX (englisch Autonomous Surface Package Deployment Engineering eXperiment für autonomes Oberflächenlandungsingenieursexperiment). In diesem Experiment soll ein kleiner Roboter, kurz ASP (Autonomous Surface Package, Autonomer Oberflächenlander), vom Orbiter Sancho entkoppelt werden und anschließend im freien Fall der Eigenschwerkraft des Asteroiden auf diesem landen. Im Idealfall soll dies in der Nähe des Einschlagskraters von Hidalgo erfolgen.

## Sonden

### Hidalgo
Die als Impactor spacecraft bezeichnete Sonde Hidalgo (nach den Hidalgos) sollte mit einer relativen Geschwindigkeit von 10 km/s auf dem Zielasteroiden einschlagen und diesen ablenken. Dabei sollte zugleich das autonome Anvisieren, Ansteuern und Einschlagen mittels hochauflösender Bordkameras demonstriert werden. Um eine signifikante Bahnänderung zu erreichen, muss im Gegensatz zu sonstigen Missionen keine Maximal-, sondern eine Mindestmasse gegeben sein, damit der Asteroid durch den Einschlag eine ausreichende Ablenkung erfährt. Um diesem Umstand Rechnung zu tragen, sollte das Antriebsmodul entgegen der üblichen Praxis nicht nach Erreichen der gewünschten Geschwindigkeit abgestoßen, sondern an Hidalgo gekoppelt bleiben.
Nach dem Start und dem Erreichen der Maximalgeschwindigkeit sollte sich Hidalgo für die längste Zeit seines Fluges in einen Ruhezustand begeben. Bei der Annäherung an den Zielasteroiden sollten dann die verschiedenen Bordsysteme reaktiviert werden.
Hidalgo sollte folgende Eigenschaften aufweisen:
- hochauflösende Kameras und fortgeschrittene Computersysteme, die eine autonome optische Zielerfassung auf eine Genauigkeit von 50 m erlauben
- keine beweglichen Teile, die das Lage- und Bahnregelungssystem stören könnten
- es ist kein Haupttriebwerk notwendig, da eine quasi-ballistische Flugbahn benutzt wird. Minimalkorrekturen werden nur durch Steuerdüsen durchgeführt.
- Kostensenkung durch Verwendung bestehender Designs. Für das Grundgerüst der Sonde wurde das Wissenschaftsmodul von LISA Pathfinder in Betracht gezogen.

Insgesamt sollte sich Hidalgo in folgendem Masserahmen bewegen:
- Trockenmasse: 532 kg
- Ladung: 9 kg
- Treibstoff: 1162 kg
- Gesamtmasse: 1694 kg

### Sancho
Für den Orbiter Sancho (benannt nach Sancho Pansa) hat man aus Kostengründen eine modifizierte Version der SMART-1-Konstruktion vorgeschlagen, um den höheren Energiebedarf und die notwendigen Kommunikationsmöglichkeiten mit der Erde, Hidalgo und ASP zu gewährleisten. Außerdem wäre die Missionsdauer mit sieben Jahren fast das Dreifache von SMART-1 gewesen. Studien und Hochrechnungen zufolge hätte dies allerdings durch Verwendung bestimmter Materialien und Abschirmungen kompensiert werden können.
Der Masserahmen von Sancho beträgt:
- Trockenmasse: 395 kg
- Ladung: 20,6 kg
- Treibstoff: 96 kg
- Gesamtmasse: 491 kg

Die technische Ausrüstung sollte dabei mindestens aus einem Radio Science Experiment, einem Laser-gestützten Höhenmesser nach dem LIDAR-Prinzip, einer Kamera, einem Datenverarbeitungsprozessor für Kamera und LIDAR und einem Kommunikationsmodul (Breit-/Mittel-/Schmalbandantennen) bestehen.
Zur Erreichung des Sekundärziels der Mission sollte Sancho mit einem IR-Spektrometer, einer Infrarotkamera, einem Röntgenspektrometer und einem Strahlungsmesser ausgerüstet werden. Der ASP-DeX wäre ein Teil der Nutzlast und würde zusätzliche Instrumente und Geräte mit sich führen, wie Mößbauer-Spektrometer, Massenspektrometer, Kleinstkamera, Wärmesensor, Beschleunigungs-/Lagesensor.